# Lantenay (Côte-d'Or)
 Lantenay  es una población y comuna francesa, en la región de Borgoña, departamento de Côte-d'Or, en el distrito de Dijon y cantón de Dijon-5.

## Demografía
| 325 | 288 | 266 | 302 | 315 | 425 |
| Para los censos de 1962 a 1999 la población legal corresponde a la población sin duplicidades (Fuente: INSEE [Consultar]) |     |     |     |     |     |